# Matti Rinne
Matti Antero Rinne, född 27 november 1934 i Kouvola, död 3 maj 2020 i Lampis, var en finländsk publicist.
Rinne blev filosofie kandidat 1958. Han gjorde sig känd som kulturredaktör vid kvällstidningen Ilta-Sanomat 1967–1998, där han kombinerade analys och bred nyhetsbevakning. Han var 1975–1981 ordförande för Finlands kritikerförbund och 1982–1990 för konstnärsgruppen Kiila. Bland hans böcker märks Eino Leino-sällskapets femtioårshistorik Rohkaisupistoksia (1999) och Aseman kello löi kolme kertaa (2001), en kulturhistorisk översikt över den finländska järnvägens historia.